# Hongzehu-Deich
Der Hongzehu-Deich (chinesisch 洪泽湖大堤, Pinyin Hóngzéhú dàdī), auch Gaojiayan 高家堰 genannt, befindet sich in Huai’an in der chinesischen Provinz Jiangsu. Er stammt aus der Zeit der Östlichen Han-Dynastie.
Der als „Große Mauer auf dem Wasser“ bezeichnete alte Damm entlang des östlichen Ufers des Hongze-Sees lenkte sein Wasser nordwärts. Er windet sich über ca. 50 km und wurde im Jahr 200 gebaut.
Er steht seit 2006 auf der Liste der Denkmäler der Volksrepublik China (6-506).

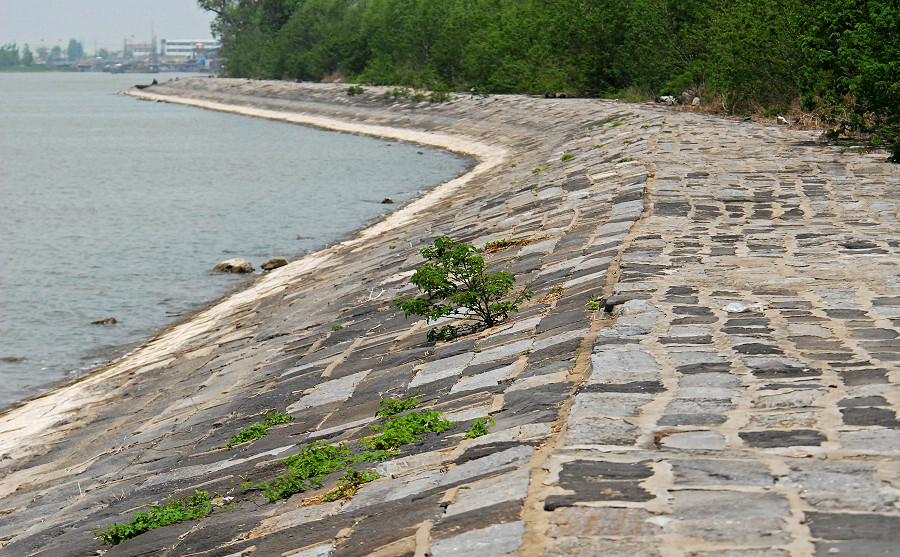
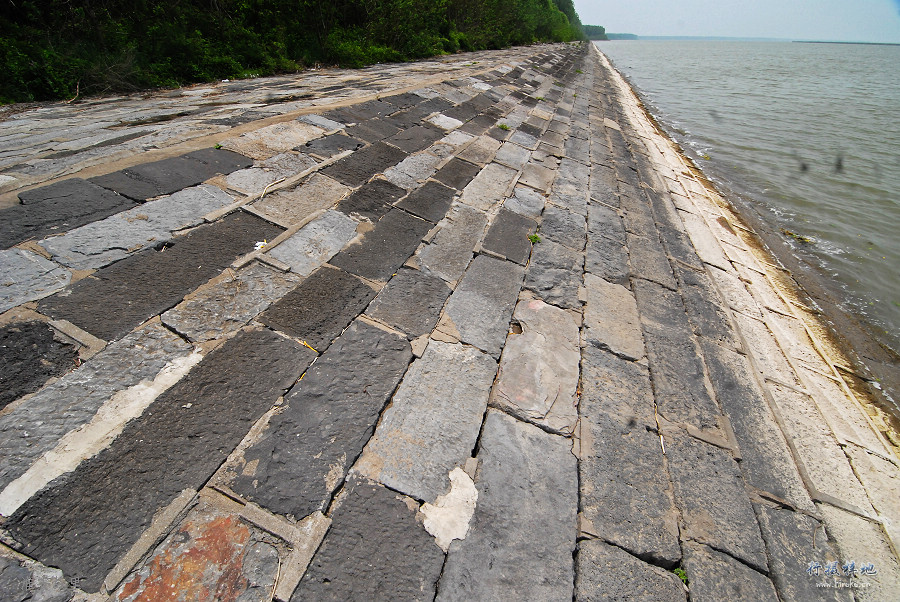